# Пиранська ратуша
Пиранська ратуша — громадська будівля, що є резиденцією мерії Пирана.
Стоїть на північно-західній стороні площі Тартіні в Пирані і є визначною пам'яткою міста. Триповерхова будівля[уточнити] домінує над цією частиною площі. Побудована у 1879 році на місці старої ратуші за планами архітектора Джованні Рігетті, стиль — неоренесанс.